# Chajjim Ramon
Chajjim Ramon (hebr. חיים רמון, ur. 10 kwietnia 1950 w Tel Awiwie) – izraelski polityk, członek partii Kadima, wicepremier.
Po wstąpieniu do wojska Ramon służył w lotnictwie, dosłużył się stopnia kapitana. Następnie studiował prawo na uniwersytecie w Tel Awiwie. Wstąpił do Partii Pracy, gdy tylko skończył służbę wojskową, był sekretarzem skrzydła młodzieżowego partii od 1978 do 1989. Był deputowanym do Knesetu od wyborów w 1981 członkiem różnych komisji, przewodniczącym komisji finansów od 1988 do 1992.
W 1992 Ramon został ministrem zdrowia w rządzie Icchaka Rabina. Wkrótce potem popadł w konflikt z premierem, który w sprawach ekonomicznych „skręcił” w prawo, zrezygnował ze stanowiska w 1994. Został przewodniczącym związku zawodowego Histadrut, z poparciem Amira Pereca. Wrócił do rządu po zabójstwie Rabina, będąc ministrem spraw wewnętrznych w rządzie Szimona Peresa od 1995 do 1996.
Partia Pracy wróciła do władzy w 1999 pod przywództwem Ehuda Baraka, a Ramon został szefem kancelarii premiera. Został ministrem spraw wewnętrznych po raz drugi w 2000, pełniąc tę funkcję do upadku rządu Baraka w 2001. Sprzeciwiał się pomysłom Baraka, aby utworzyć koalicję z Arielem Szaronem, i nie uczestniczył w porozumieniu z Likudem stworzonym przez Szarona i następcę Baraka, Binjamina Ben Eli’ezera. Ramon ubiegał się o przywództwo w Partii Pracy w listopadzie 2002, przegrywając z Amramem Micną. Jednakże, po rozłamie dokonanym w Likudzie przez Szarona, przyłączył się do nowo utworzonej przez niego centrowej partii, Kadimy. Był pierwszym politykiem z Partii Pracy, który przyłączył się do tego ugrupowania. 4 maja 2006 roku został ministrem sprawiedliwości w rządzie Ehuda Olmerta.

W czasie konfliktu izraelsko-libańskiego w 2006 roku okazał się być najbardziej „jastrzębim” (tj. opowiadającym się za rozwiązaniami siłowymi) z członków gabinetu. 27 lipca 2006 roku powiedział, iż 
Każdy w południowym Libanie jest terrorystą i jest związany z Hezbollahem.
 Tego samego dnia izraelski prokurator generalny Menachem Mazuz, po siedmiogodzinnym przesłuchaniu Ramona, zalecił mu ażeby nie podejmował ważkich decyzji podczas kierowania ministerstwem sprawiedliwości (takich jak np. mianowanie sędziów) z powodu rozpoczęcia się dochodzenia przeciwko niemu, pod zarzutem molestowania seksualnego. Ramon zareagował słowami 
Jestem pewny swojej niewinności. Sąd tego dowiedzie.
 18 sierpnia 2006 roku Ramon zrezygnował ze stanowiska ministra sprawiedliwości w rządzie Ehuda Olmerta.
W wyborach parlamentarnych w 2009 ponownie dostał się do izraelskiego parlamentu, jednak już w 2 lipca zrezygnował, mandat po nim objęła Julja Szamalow-Berkowicz.